# تپه روستای مصلح‌آباد
تپه روستای مصلح آباد مربوط به دوران‌های تاریخی پس از اسلام است و در شهرستان اراک، روستای مصلح آباد واقع شده و این اثر در تاریخ ۱۱ دی ۱۳۸۰ با شمارهٔ ثبت ۴۶۲۶ به‌عنوان یکی از آثار ملی ایران به ثبت رسیده است.